# ジョン・ベル (陸軍長官)
ジョン・ベル（John Bell, 1797年2月15日 - 1869年9月10日）は、アメリカ合衆国の弁護士、政治家。奴隷を抱えた富裕な農場をテネシー州に構え、連邦上院議員および下院議員を務めた。当初は民主党に所属していたが、後にアンドリュー・ジャクソンと仲違いしホイッグ党に鞍替えした。1860年にはホイッグ党保守派によって結成された立憲連合党から大統領選挙に立候補した。

## 生い立ちと初期の経歴
1797年2月15日、ベルはテネシー州ナッシュビル近郊の小部落ミル・クリークにおいて誕生した。両親は地元の農場主サミュエル・ベル (Samuel Bell) とマーガレット・エドミストン (Margaret Edmiston) であった。ベルは1814年にレバノンのカンバーランド大学を卒業し、法律の勉強をした。ベルは1816年に弁護士として認可を受け、フランクリンで弁護士業を開業した。ベルは弁護士として成功し、政界入りした。ベルは1817年にテネシー州上院議員に選出された。ベルは州上院議員を1期務めた後、再選を断り、ナッシュビルへ移住した。

## アメリカ合衆国下院議員
1826年、ベルはテネシー州第9選挙区から連邦下院議員に立候補した。ベルは大統領候補アンドリュー・ジャクソンの支援を受けたフェリックス・グランディを破り、連邦下院議員に選出された。ベルは1827年から1841年まで連邦下院議員を7期14年務めた。当初ベルは民主党に所属し、アンドリュー・ジャクソンを強く支持していた。だが第二合衆国銀行をめぐって党内のジャクソン派と激しく対立し、1836年に民主党を離党した。
ベルは1829年から1834年まで、および1835年から1841年まで下院インディアン委員会で委員長を務め、1831年から1834年まで司法委員会で委員を務めた。またベルは1834年から1835年まで下院議長を務めた。

## アメリカ合衆国陸軍長官
ベルは1841年にウィリアム・ハリソン大統領およびジョン・タイラー大統領の下で陸軍長官を務めた。1841年9月、ベルはタイラー大統領がホイッグ党の党議で決定した政策を拒否したことに抗議し、他の閣僚らとともに陸軍長官を辞任した。
ベルは陸軍長官退任後、テネシー州へと戻り、鉄道業や製造業への投資を行った。だが1844年、ベルと政治的に対立していたジェームズ・ポークが大統領に当選すると、ベルの投資は不調となった。

## アメリカ合衆国上院議員
1847年、ベルはテネシー州下院議員に選任され、地元政治に復帰した。同年、ベルは州議会において多数派のホイッグ党員から連邦上院議員に指名され、1859年まで連邦上院議員を1期6年務めた。ベルは1850年協定を快く思わなかったものの支持した。1854年、ベルは南部選出でありながらカンザス・ネブラスカ法に反対した。この法律に反対した南部選出の連邦上院議員はわずか2人であった。

## 1860年アメリカ合衆国大統領選挙
ホイッグ党は1850年代半ばから分裂をはじめた。ベルは境界州の指導者たちによって形成された小規模な派閥に加わった。ベルは派閥の長としてホイッグ党の崩壊を防ぐための努力を行ったが、もはやそれは絶望的な試みに過ぎなかった。1860年、ベルは南部の穏健派や境界州の先住民保護主義の指導者らとともに立憲連合党を結成した。
ベルは1860年の大統領選挙において立憲連合党から大統領候補として出馬した。4者の争いとなった選挙は共和党のエイブラハム・リンカーンが勝利を収めた。ベルは一般投票において13パーセント弱の票を集め、選挙人投票で39票を獲得した。

## 晩年
ベルは南部諸州の連邦離脱に反対し、リンカーン大統領と会談するためワシントンD.C.に赴いた。ベルは最南部の州が連邦離脱を決議後、境界州であるテネシー州の離脱阻止を試みた。だがサムター要塞の戦いにより南北戦争が開戦すると、ベルはしぶしぶテネシー州の連邦離脱を受け入れ、政界から退いた。
ベルは政界引退後、精神を患った。ベルはテネシー州シャーロット近郊の工業炉を購入し、製塩所や鉄工所への投資を行った。だがベルの事業は南北戦争の戦火により失敗に終わった。1869年9月10日、ベルはテネシー州ドーヴァー近郊のカンバーランド川沿いの土手の自宅で死去した。ベルの遺体はナッシュビルのオリヴェット山墓地に埋葬された。